# О’Ши, Джон
Джон Фрэ́нсис О’Ши (англ. John Francis O'Shea, ирл. Seán Ó Sé, МФА /oʊˈʃeɪ/; род. 30 апреля 1981, Уотерфорд, Манстер) — ирландский футболист, известный по выступлениям за английские клубы «Манчестер Юнайтед» и «Сандерленд». Игрок-универсал: мог выступать на позиции центрального, флангового защитника и опорного полузащитника. Эпизодически появлялся на позиции центрального нападающего и вратаря. Является третьим игроком по количеству матчей за сборную Ирландии (118 игр).

## Клубная карьера

### «Манчестер Юнайтед»
В возрасте 17 лет Джон О’Ши подписал профессиональный контракт с «Манчестер Юнайтед». Его дебют за основной состав клуба состоялся 13 октября 1999 года в матче Кубка Футбольной лиги против «Астон Виллы», в котором «Манчестер Юнайтед» проиграл со счётом 3:0.
В 2000 году Джон отправился в аренду в клуб «Борнмут», а в следующем году — в бельгийский «Антверпен». Затем он вернулся в «Манчестер Юнайтед» и с сезона 2002/2003 начал играть в основном составе, демонстрируя разностороннюю игру на всех позициях защиты, а также на позиции центрального полузащитника. В 2003 году О’Ши завоевал первый чемпионский титул с «красными дьяволами».
В начале сезона 2003/04 О’Ши забил свой первый гол за «Манчестер Юнайтед»: мяч ирландца обеспечил его команде победу над «Вулверхэмптоном» (1:0). По ходу сезона Рио Фердинанд не играл 5 месяцев из-за дисквалификации, полученной после пропуска теста на допинг. Джон О’Ши заменил Фердинанда в центре обороны и помог «Манчестеру» выйти в финал Кубка Англии, в котором манкунианцы обыграли «Миллуолл» со счётом 3:0. Сам Джон провёл на поле все 90 минут.
О’Ши демонстрировал стабильную игровую форму на протяжении сезона 2004/2005. В то время появились слухи о возможном уходе ирландца из «Манчестер Юнайтед» в «Ливерпуль» или «Ньюкасл», однако этого не произошло. Одним из самых ярких моментов во, в целом, неудачном для «красных дьяволов» сезоне стала победа на выезде над лондонским «Арсеналом» со счётом 4:2. В этом матче О’Ши забил четвёртый гол за свою команду, перебросив Мануэля Альмунию с 17 метров.
Травма Гари Невилла в сезоне 2005/2006 дала Джону шанс закрепиться в основном составе команды. Но сезон для него получился неровным. В октябре 2005 года капитан «Манчестер Юнайтед» Рой Кин раскритиковал О’Ши вместе с группой других игроков (Алан Смит, Даррен Флетчер, Киран Ричардсон) в интервью клубному каналу MUTV. Поводом послужило гостевое поражение манкунианцев от «Мидлсбро» (4:1).

Я не удивлён поражением — наоборот, я ожидал чего-то подобного… Когда они [молодые игроки] заключили свои контракты, то посчитали, что уже добились успеха. Но они сами в долгу у тренера, персонала команды и болельщиков. Подписывая новый контракт, эти парни думали, что настал лучший день в их карьере. Они думали, что всего добились. Но на самом деле они не добились ничего… Если тебе хорошо платят, ты должен прилагать серьёзные усилия, чтобы заслужить это.
— Рой Кин
Оригинальный текст (англ.)I wasn't surprised by the result - I had been expecting one like this...  When they sign the contracts, they think they have made it. They owe it to the manager, the staff and the fans. These guys thought getting new contracts was the best day of their careers. They think they have made it. They haven't... You get well rewarded but you have to put the hard work to earn those rewards.
4 февраля 2007 года, во время матча английской Премьер-лиги против «Тоттенхэма», О’Ши заменил в воротах Эдвина ван дер Сара, который сломал нос во время отбора мяча (к тому моменту были использованы все три замены). Джон сумел переиграть Робби Кина, когда тот вышел с ним один на один, и совершил ещё несколько удачных игровых действий. После этого инцидента болельщики «Манчестер Юнайтед» пели Ireland’s number one в честь О’Ши.
Месяц спустя Джон принёс «Юнайтед» победу над «Ливерпулем» на «Энфилде» (0:1), отличившись на последней минуте матча. Всего за сезон 2006/2007 О’Ши забивал пять раз. Его голы помогли «красным дьяволам» успешно выступить в Премьер-лиге, вернув звание чемпионов Англии, потерянное три года назад.
В течение сезона 2007/2008 из-за множества травм игроков защиты и полузащиты универсальные способности О’Ши как разнопланового футболиста позволили ему довольно часто выходить и на замену, и в стартовом составе. 26 сентября 2007 года в матче Кубка Футбольной лиги «Манчестер Юнайтед» — «Ковентри Сити» О’Ши впервые вышел на поле с капитанской повязкой. 23 ноября Джон продлил контракт с клубом до 2012 года. Сезон 2007/2008 стал для «Манчестера» лучшим за девять лет: по его итогам «красные дьяволы» защитили титул чемпионов Англии и выиграли Лигу чемпионов.
Из-за травм Гари Невилла и Уэса Брауна сезон 2008/2009 О’Ши провёл в качестве основного правого защитника клуба. 20 января 2009 он забил гол в ворота «Дерби Каунти» в ответном матче полуфинала Кубка лиги, «Манчестер Юнайтед» выиграл со счётом 4:2 и смог пройти в финал несмотря на поражение в первой игре (0:1). О’Ши принял участие в финальном поединке на «Уэмбли», где соперником «красных дьяволов» оказался лондонский «Тоттенхэм». Команды не смогли забить друг другу в основное и дополнительное время, а в серии послематчевых пенальти сильнее оказался «Юнайтед» и выиграл первый трофей в сезоне. Вторым стал чемпионский кубок Премьер-лиги, который манкунианцы завоевали трижды подряд.
29 апреля Джон забил единственный гол в первом полуфинальном матче Лиги чемпионов против «Арсенала». «Манчестер Юнайтед» вышел в финал турнира, победив лондонский клуб со счётом 4:1 по сумме двух встреч, но уступил там «Барселоне» (0:2). В отличие от прошлогоднего финала, О’Ши появился на поле с первых минут и отыграл полный матч.
Следующие два сезона О’Ши не так часто играл в составе «красных дьяволов». Он ещё дважды выводил «Манчестер Юнайтед» на поле как капитан: в первом туре Премьер-лиги сезона 2009/10 (победа 1:0 над «Бирмингемом») и в полуфинале Лиги чемпионов 4 мая 2011 года.

### «Сандерленд»
7 июля 2011 года полузащитник английского «Манчестер Юнайтед» Джон О’Ши официально стал игроком «Сандерленда». 30-летний ирландец подписал контракт на четыре года. 27 августа О’Ши провёл первый матч за «Сандерленд», а 29 декабря 2012 года Джон впервые забил в составе нового клуба, что, однако, не уберегло «чёрных котов» от поражения в матче с «Тоттенхэмом».
В октябре 2014 года, уже будучи капитаном «Сандерленда», О’Ши заключил с клубом новый двухлетний контракт. В сезоне 2014/15 он провёл 37 матчей в Премьер-лиге, пропустив лишь одну игру из-за травмы (в 36-м туре против «Эвертона»). После вылета «чёрных котов» в чемпионшип по итогам сезона 2016/17 Джон продлил контракт ещё на один год.

## Карьера в сборной
Дебют ирландца в сборной состоялся 15 августа 2001 года, когда он вышел на замену на 84-й минуте матча против сборной Хорватии. О’Ши принимал участие в отборочных турнирах ко всем крупным соревнованиям, начиная с отбора к ЧМ-2002, а также в чемпионатах Европы 2012 и 2016 годов. В квалификации Евро-2012 он сыграл в 9 матчах, включая ответную стыковую игру против сборной Эстонии, и помог ирландцам выйти на чемпионат Европы впервые с 1988 года.
14 октября 2014 года Джон сыграл 100-й матч за сборную Ирландии, в котором он сумел поразить ворота немцев и принести своей команде ничью в отборочном матче ЧЕ-2016 (1:1).

### Голы за сборную
Результаты (голы) сборной Ирландии указаны первыми.
| # | Дата            | Стадион                       | Соперник  | Счёт | Итог матча                                              | Турнир                   |
| - | --------------- | ----------------------------- | --------- | ---- | ------------------------------------------------------- | ------------------------ |
| 1 | 19 августа 2003 | Лэнсдаун Роуд, Дублин         | Австралия | 1:1  | 2:1 Архивная копия от 11 ноября 2017 на Wayback Machine | Товарищеский матч        |
| 2 | 15 октября 2013 | Авива, Дублин                 | Казахстан | 2:1  | 3:1 Архивная копия от 11 ноября 2017 на Wayback Machine | Отборочные матчи ЧМ-2014 |
| 3 | 14 октября 2014 | Фельтинс-Арена, Гельзенкирхен | Германия  | 1:1  | 1:1 Архивная копия от 11 ноября 2017 на Wayback Machine | Отборочные матчи ЧЕ-2016 |

## Достижения
Манчестер Юнайтед
- Чемпион английской Премьер-лиги (5): 2002/03, 2006/07, 2007/08, 2008/09, 2010/11
- Обладатель Кубка Англии: 2003/04
- Обладатель Кубка Футбольной лиги (3): 2005/06, 2008/09, 2009/10
- Обладатель Суперкубка Англии (4): 2003, 2007, 2008, 2010
- Победитель Лиги чемпионов УЕФА: 2007/08
- Победитель Клубного чемпионата мира: 2008

Итого: 15 трофеев
 Сборная Ирландии
- Чемпион Европы среди юношей: 1998

Итого: 1 трофей

## Статистика выступлений
| Клуб               | Сезон            | Лига | Лига | Кубки | Кубки | Еврокубки | Еврокубки | Прочие | Прочие | Итого | Итого |
| Клуб               | Сезон            | Игры | Голы | Игры  | Голы  | Игры      | Голы      | Игры   | Голы   | Игры  | Голы  |
| ------------------ | ---------------- | ---- | ---- | ----- | ----- | --------- | --------- | ------ | ------ | ----- | ----- |
| Манчестер Юнайтед  | 1999/2000        | 0    | 0    | 1     | 0     | 0         | 0         | 0      | 0      | 1     | 0     |
| Манчестер Юнайтед  | 2000/01          | 0    | 0    | 2     | 0     | 0         | 0         | 0      | 0      | 2     | 0     |
| Манчестер Юнайтед  | 2001/02          | 9    | 0    | 1     | 0     | 3         | 0         | 0      | 0      | 13    | 0     |
| Манчестер Юнайтед  | 2002/03          | 32   | 0    | 4     | 0     | 16        | 0         | 0      | 0      | 52    | 0     |
| Манчестер Юнайтед  | 2003/04          | 33   | 2    | 8     | 0     | 7         | 0         | 1      | 0      | 49    | 2     |
| Манчестер Юнайтед  | 2004/05          | 23   | 2    | 8     | 1     | 5         | 0         | 1      | 0      | 37    | 3     |
| Манчестер Юнайтед  | 2005/06          | 34   | 1    | 6     | 1     | 7         | 0         | 0      | 0      | 47    | 2     |
| Манчестер Юнайтед  | 2006/07          | 32   | 4    | 6     | 0     | 11        | 1         | 0      | 0      | 49    | 5     |
| Манчестер Юнайтед  | 2007/08          | 28   | 0    | 3     | 0     | 6         | 0         | 1      | 0      | 38    | 0     |
| Манчестер Юнайтед  | 2008/09          | 30   | 0    | 10    | 1     | 12        | 1         | 2      | 0      | 54    | 2     |
| Манчестер Юнайтед  | 2009/10          | 15   | 1    | 0     | 0     | 3         | 0         | 1      | 0      | 19    | 1     |
| Манчестер Юнайтед  | 2010/11          | 20   | 0    | 5     | 0     | 6         | 0         | 1      | 0      | 32    | 0     |
| Манчестер Юнайтед  | Итого            | 256  | 10   | 54    | 3     | 76        | 2         | 7      | 0      | 393   | 15    |
| Борнмут (аренда)   | 1999/2000        | 10   | 1    | 0     | 0     | 0         | 0         | 1      | 0      | 11    | 1     |
| Борнмут (аренда)   | Итого            | 10   | 1    | 0     | 0     | 0         | 0         | 1      | 0      | 11    | 1     |
| Антверпен (аренда) | 2000/01          | 14   | 0    | 0     | 0     | 0         | 0         | 0      | 0      | 14    | 0     |
| Антверпен (аренда) | Итого            | 14   | 0    | 0     | 0     | 0         | 0         | 0      | 0      | 14    | 0     |
| Сандерленд         | 2011/12          | 29   | 0    | 4     | 0     | 0         | 0         | 0      | 0      | 33    | 0     |
| Сандерленд         | 2012/13          | 34   | 2    | 2     | 0     | 0         | 0         | 0      | 0      | 36    | 2     |
| Сандерленд         | 2013/14          | 33   | 1    | 9     | 0     | 0         | 0         | 0      | 0      | 42    | 1     |
| Сандерленд         | 2014/15          | 37   | 0    | 6     | 0     | 0         | 0         | 0      | 0      | 43    | 0     |
| Сандерленд         | 2015/16          | 28   | 0    | 3     | 0     | 0         | 0         | 0      | 0      | 31    | 0     |
| Сандерленд         | 2016/17          | 28   | 0    | 2     | 0     | 0         | 0         | 0      | 0      | 30    | 0     |
| Сандерленд         | 2017/18          | 37   | 1    | 3     | 0     | 0         | 0         | 0      | 0      | 40    | 1     |
| Сандерленд         | Итого            | 226  | 4    | 29    | 0     | 0         | 0         | 0      | 0      | 255   | 4     |
| Рединг             | 2018/19          | 9    | 0    | 2     | 0     | 0         | 0         | 0      | 0      | 11    | 0     |
| Рединг             | Итого            | 9    | 0    | 2     | 0     | 0         | 0         | 0      | 0      | 11    | 0     |
| Всего за карьеру   | Всего за карьеру | 515  | 15   | 85    | 3     | 76        | 2         | 8      | 0      | 684   | 20    |

(откорректировано по состоянию на 5 мая 2019 года)

## Личная жизнь
8 июня 2010 года Джон О’Ши женился на своей давней подруге Ивонн Мэннинг. Свадебная церемония прошла в графстве Килдэр, Ирландия, в присутствии 180 гостей, среди которых были партнёры Джона по «Манчестер Юнайтед» и национальной сборной, а также жена Уэйна Руни Колин.